# Seděděma
Seděděma (rusky Седедема, jakutsky Сэдэдэмэ) je řeka v Jakutské republice v Rusku. Je 567 km dlouhá. Povodí má rozlohu 18 500 km². Na horním toku se nazývá Prostřední Seděděma (rusky Средняя Седедема [Sredňaja Seděděma]).

## Průběh toku
Pramení na Alazejské pahorkatině. Teče na převážně po Kolymské nížině. V jejím povodí se nachází přibližně 3000 jezer o celkové ploše více než 700 km². Ústí zleva do Kolymy.

### Přítoky
- zleva – Kyllach, Ďjaski, Ulachan-Jurjach
- zprava – Sykynach

## Vodní stav
Zdrojem vody jsou dešťové a sněhové srážky. Zamrzá v říjnu a rozmrzá v květnu.